# 天津三
天鵝座30，又名BD+46 2881，HD 192514、SAO 49332、HR 7730，是天鵝座的一颗恒星，视星等为4.83，位于銀經82.71，銀緯6.87，其B1900.0坐标为赤經20h 10m 9.4s，赤緯+46° 6.87′ 47″。